# Sakuragawa (Ibaraki)
 Sakuragawa (桜川市  Sakuragawa-shi?) es una ciudad  situada en la prefectura de Ibaraki, en Japón.
A fecha 1 de diciembre de 2013 la ciudad tenía una población de 43 744 habitantes y una densidad poblacional de 243 personas por km².  La superficie total es de 179,78 km².
El 1 de julio de 2020, la población había descendido hasta los 39 122 habitantes, repartidos en 13 721 hogares y con una densidad de población de 217 personas por km². El porcentaje de población mayor de 65 años era del 34,3%.

## Creación de la ciudad
Sakuragawa fue creada el 1 de octubre de 2005, de la fusión de la población de Iwase (岩瀬町Iwase-machi) del Distrito de Nishiibaraki (西茨城郡 Nishiibaraki-gun), con las poblaciones de Makabe (真壁町 Makabe-machi) y Yamato (大和村 Yamato-mura) del Distrito de Malake (真壁郡 Makabe-gun); los dos distritos referidos anteriormente se disolvieron.

## Geografía
La ciudad se encuentra ubicada en al oeste de la Prefectura de Ibaraki. Su territorio limita al oeste con Chikusei; al sur con Tsukuba; al sureste con Ishioka; al noreste con Kasama, y al norte con Motegi (茂木町), Mashiko (益子町) y Mooka (真岡市), pertenecientes estas tres últimas poblaciones a la Prefectura de Tochigi.
La ciudad está bordeada por montañas a lo largo de su lado este, llamadas Tomiya, Amabiki, Enzan, Kaba y Ashio, de norte a sur. El monte Tsukuba domina el lado sur, aunque no se encuentra dentro de las fronteras de la ciudad.
El epónimo río Sakuragawa tiene su fuente en el barrio de Iwase.

## Economía
La economía de Sakuragawa es principalmente agrícola, gracias a las abundantes tierras llanas al oeste de las montañas.
La extracción de piedra también es importante, aprovechando los recursos del monte Kaba. De hecho, la ciudad es conocida por sus tallas en piedra, llamadas Piedra de Makabe.

## Sitios de interés

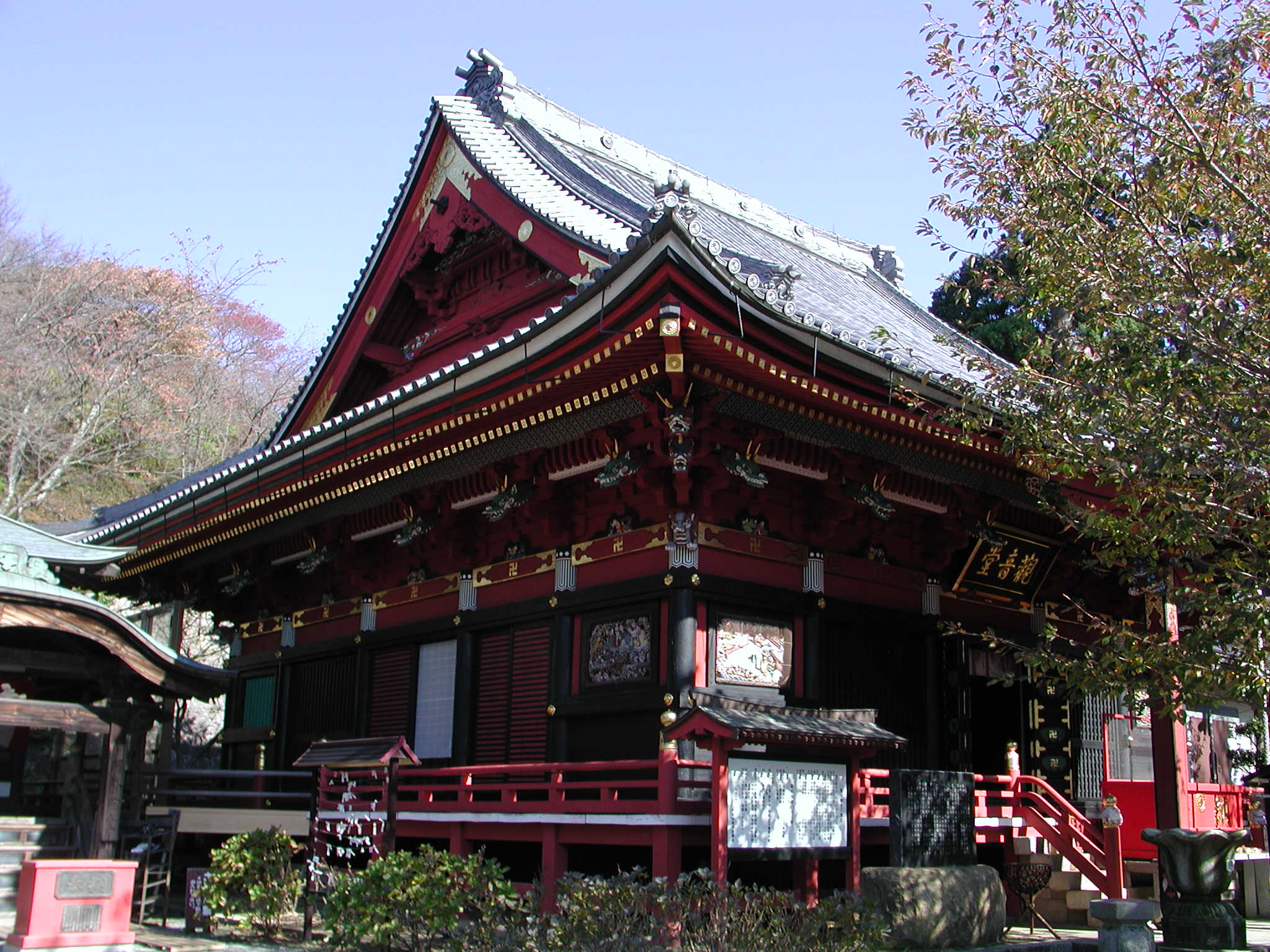
Templo Amabiki Kannon.

El Festival de las muñecas (雛祭りHinamatsuri) del barrio Makabe se celebra en febrero. En este matsuri se exhiben muñecas [ningyō (人形?)], vestidas con kimonos tradicionales, y el festival atrae a visitantes de las localidades de los alrededores. 
En el barrio de Yamato se encuentra el templo Amabiki Kannon. 
En la ciudad también se conservan las ruinas del Castillo Makabe (真壁城跡の碑).
Un camino en bicicleta, llamado el "Tsukuba Ring-Ring Road", conecta el barrio de Iwase con la ciudad de Tsukuba, a lo largo de una antigua línea de ferrocarril.

## Transporte
La ciudad se encuentra situada estratégicamente, lo cual le permite contar con múltiples opciones de desplazamiento vial, a través de vías normales o autopistas.
Por la Ruta Nacional 50, al este, se comunica con la capital de la prefectura, la ciudad de Mito; tomando esa misma ruta al oeste y cambiando a la Ruta Nacional 4 con destino al sur, se comunica con la metrópoli de Tokio. De todas maneras, para desplazarse a Tokio, existen otras alternativas como empalmar a la Ruta Nacional 6, a través de la Ruta Nacional 294 o la Ruta Nacional 355.
Por autopista también cuenta con varias alternativas: para desplazarse a Mito, por la “Kita-Kantō Expressway”; para trasladarse a Tokio, tomando esa misma autopista “Kita-Kantō Expressway”, debe cambiar al oeste a tomar la “Tōhoku Expressway” o al este a coger la “Jōban Expressway”, cualquiera de los dos caminos conducen a Tokio.
Por vía férrea dispone de la “Línea Mito”, que viaja al este, para desplazarse a Mito; o viajando al oeste por esa misma línea de tren y en “Shimodate Station” de la ciudad de Chikusei,  cambiar a la “Línea Jōsō”, por esta opción se llega a Tokio, pero se debe cambiar de tren en “Moriya Station” y abordar “Tsukuba Express” o seguir hasta la “Toride Station”, para tomar la "Línea Jōban”. Es preferible tomar “Tsukuba Express”, dado que el tiempo de viaje es más corto, pero también depende de otros aspectos del itinerario de viaje, “Tsukuba Express” llega a “Akihabara Station” y la “Línea Jōban” arriba hasta a “Ueno Station”, ambas estaciones en Tokio.

## Galería de imágenes

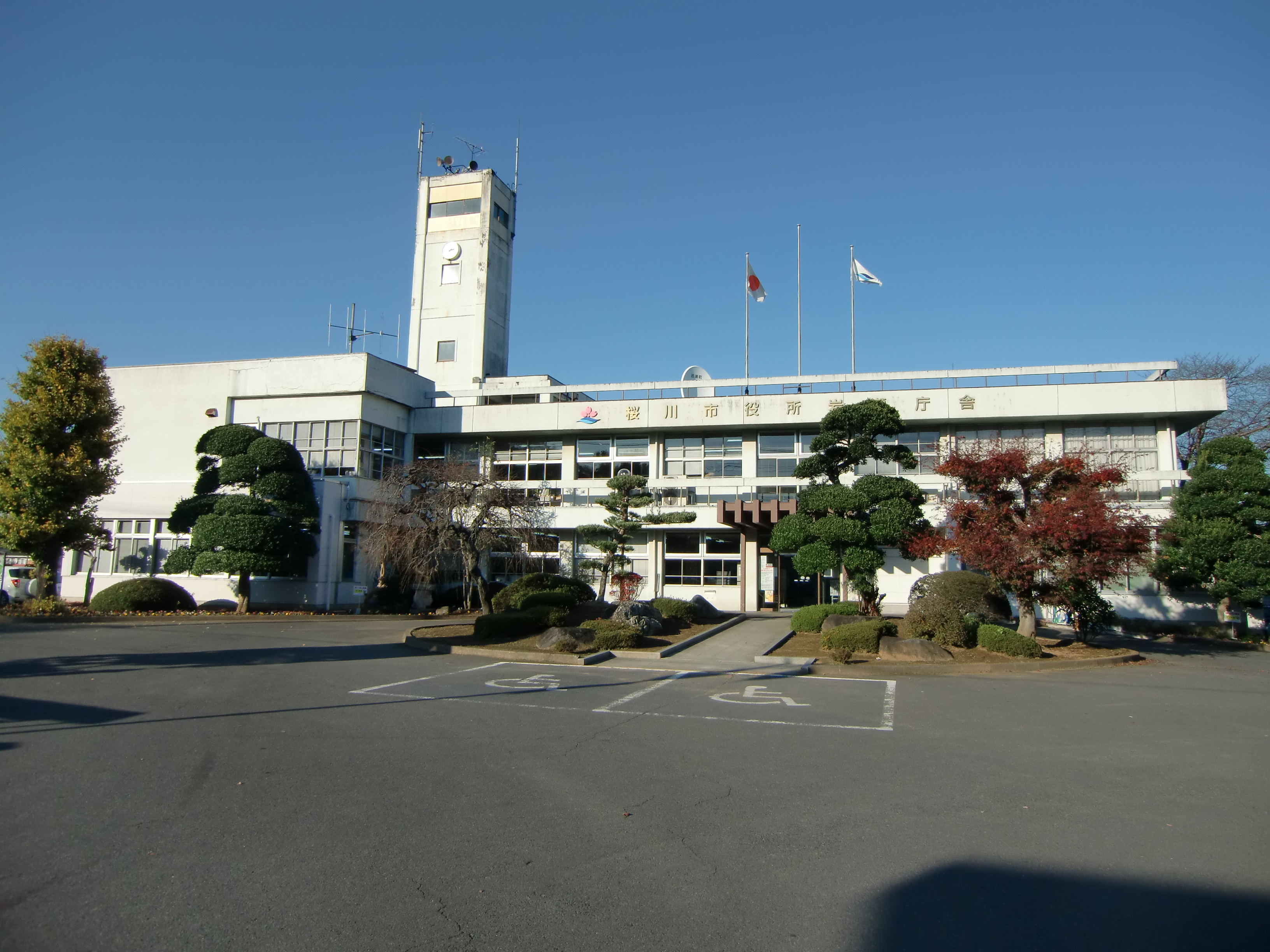
Edificio municipal en Iwase.
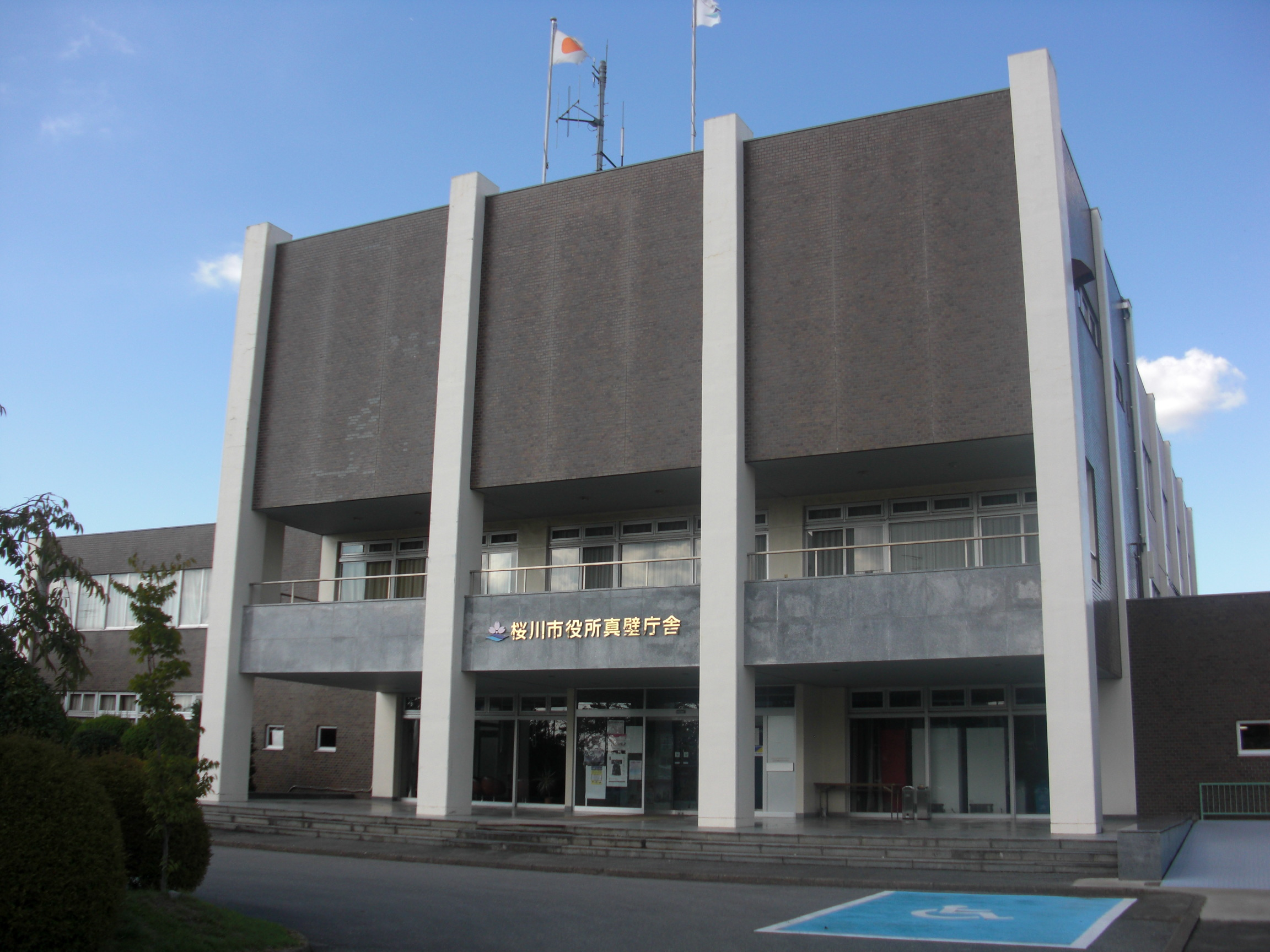
Edificio municipal en Makabe.
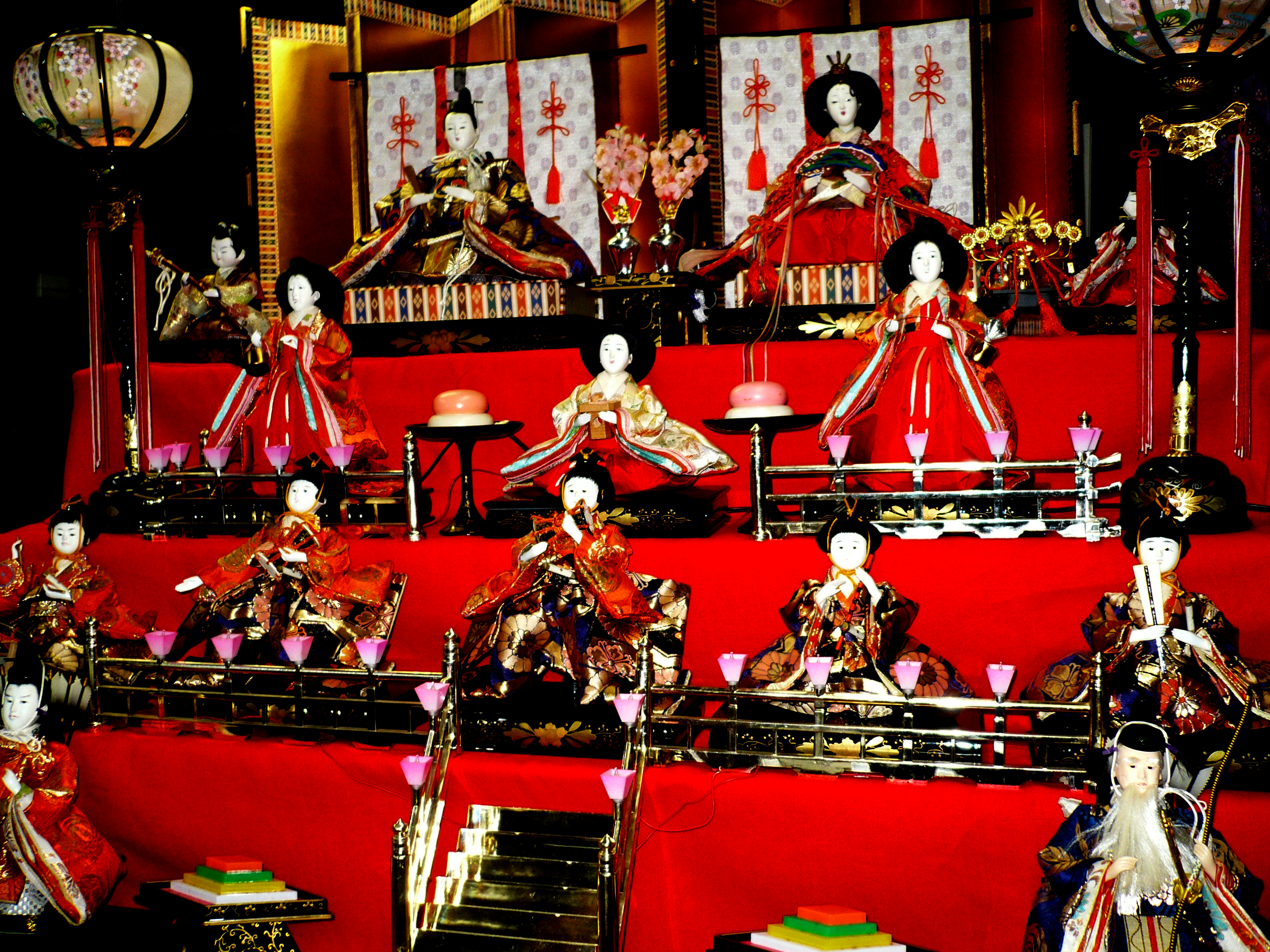
Hinamatsuri en Sakuragawa.
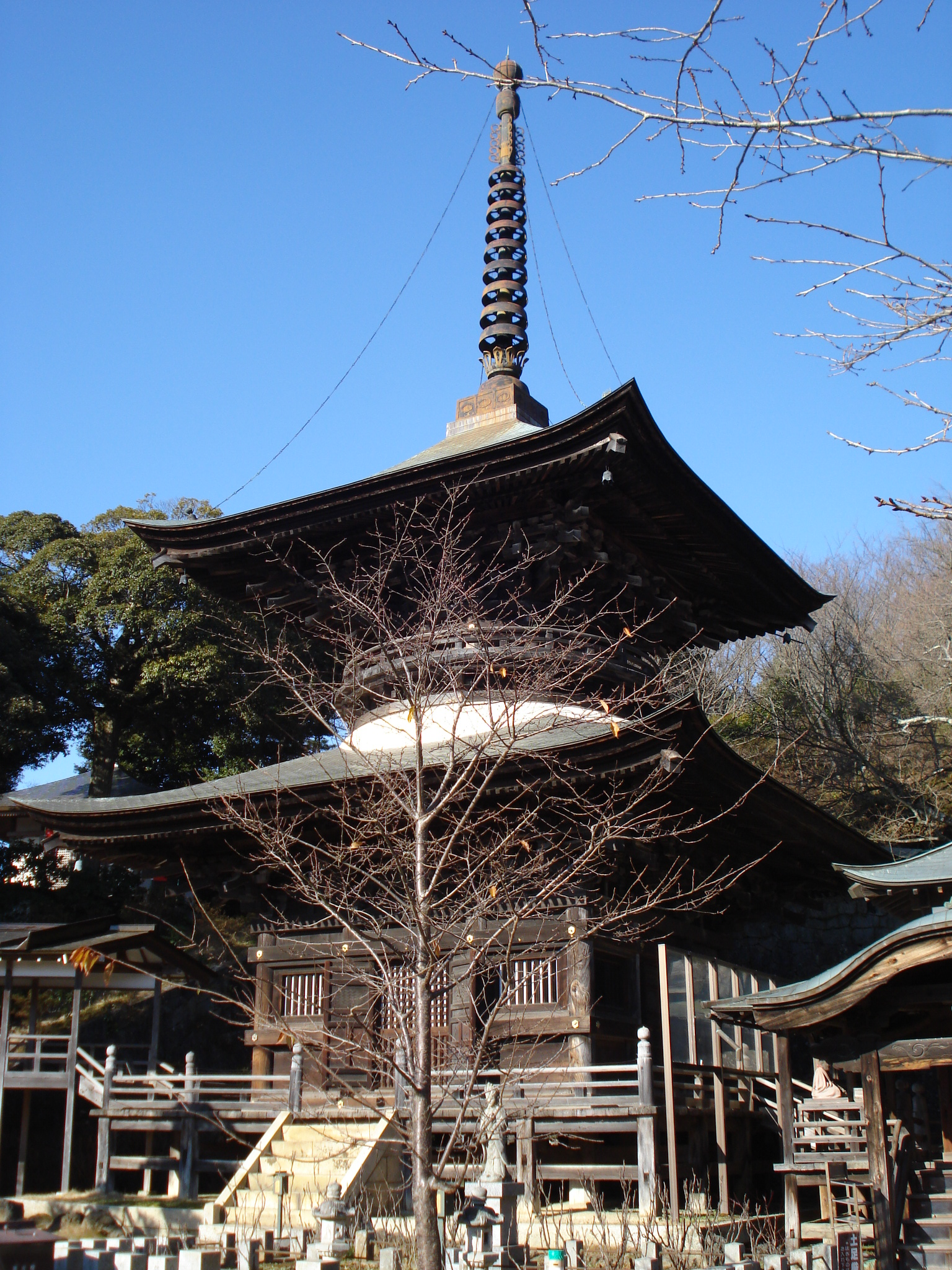
Templo Rakuhoji Torre Tahoto (Amabiki Kannon) en Yamato, Sakuragawa.
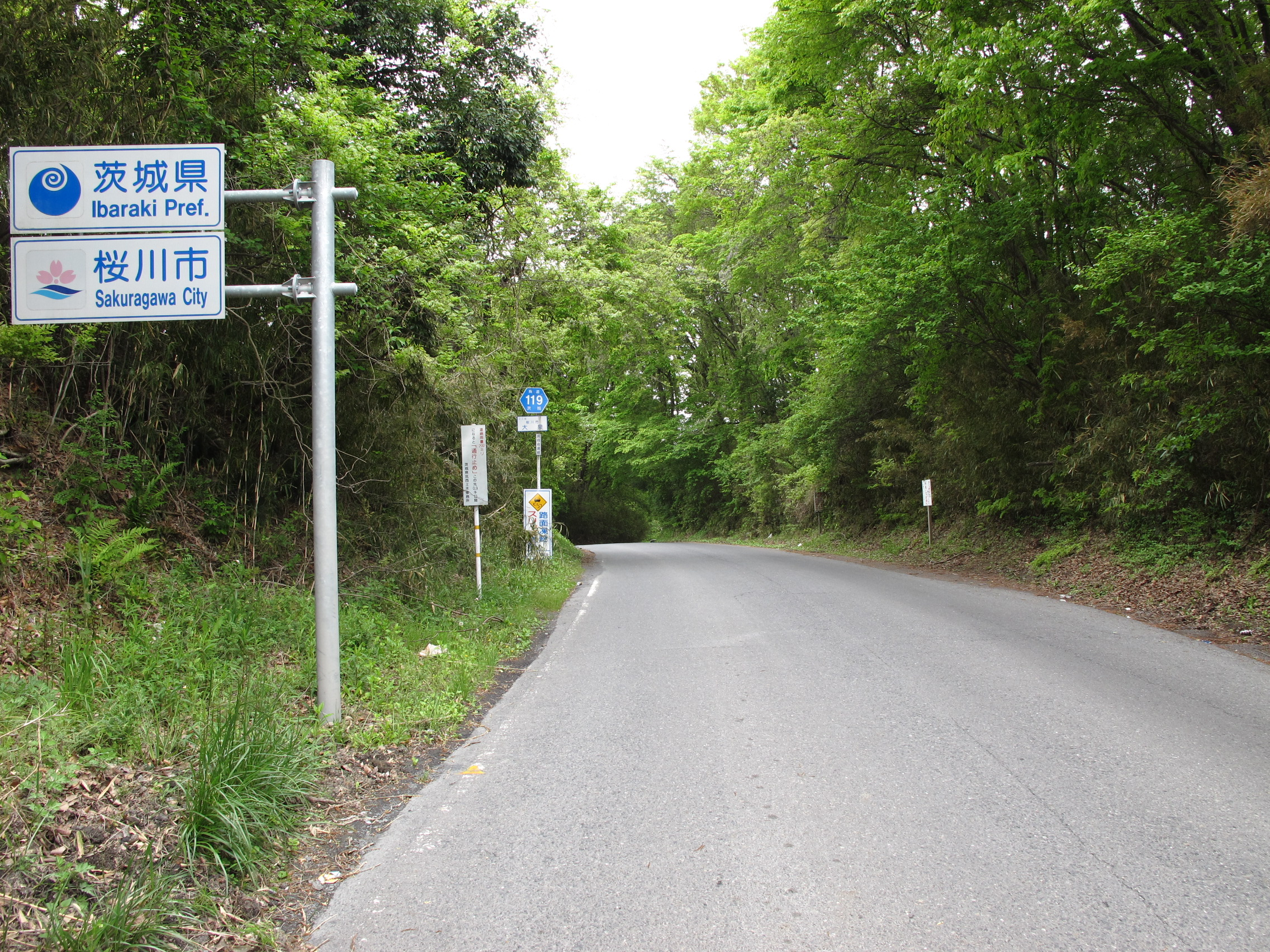
Ruta Prefectural 119 de Mooka (Tochigi) a Iwase (Sakuragawa, Ibaraki).
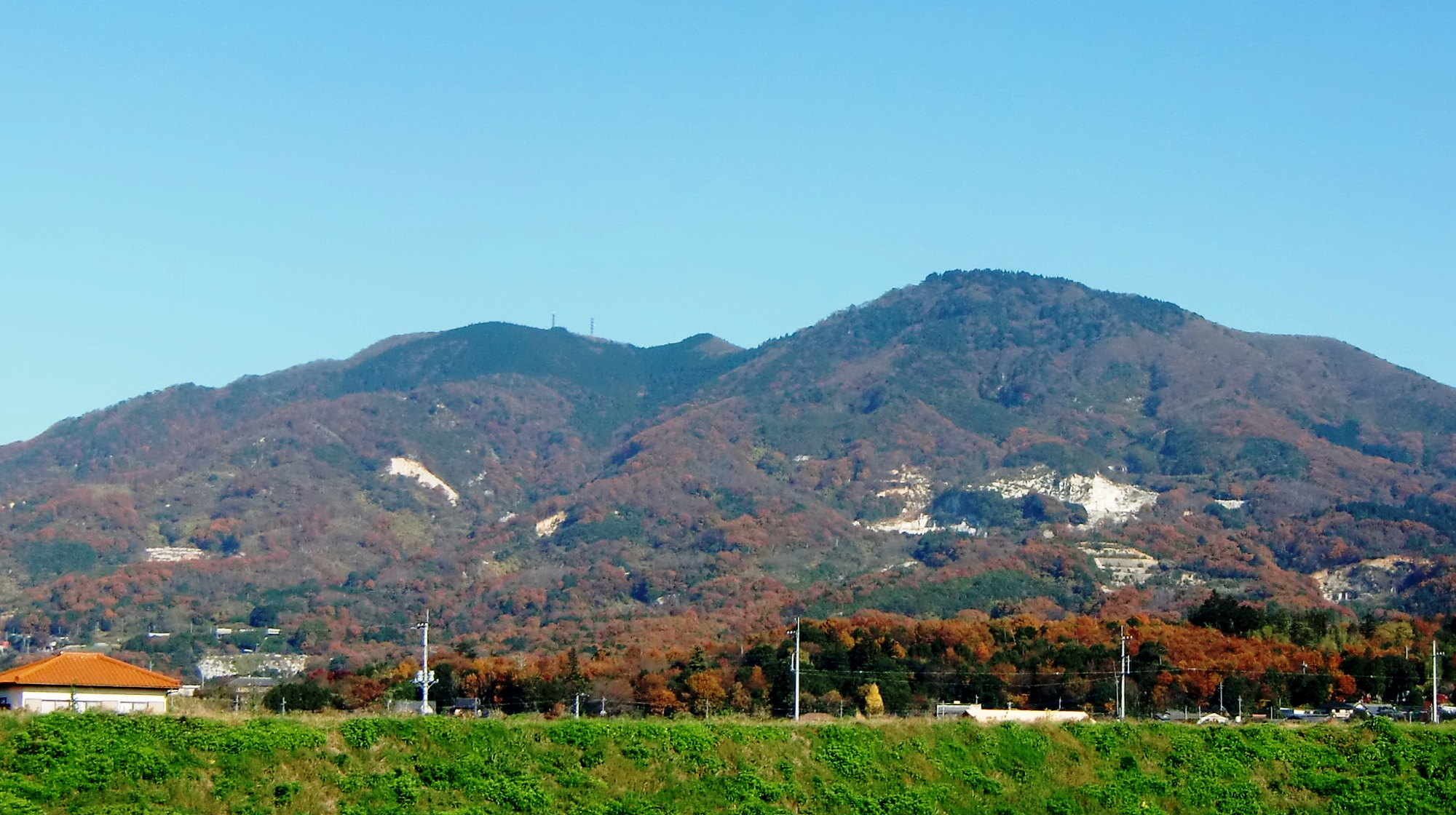
Mt. Enzan izq. y Mt. Kaba der., desde Makabe, Sakuragawa.
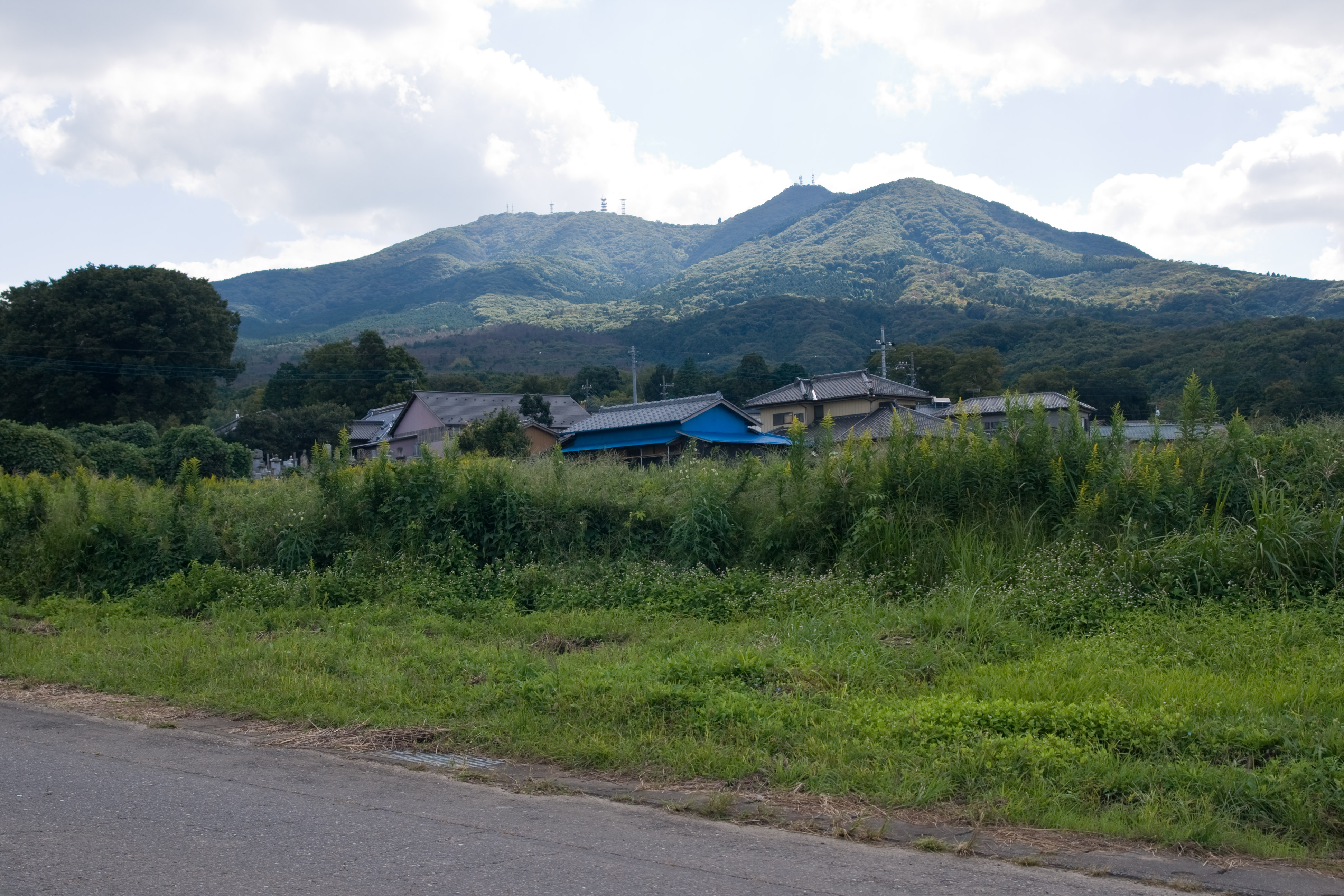
Monte Tsukuba visto desde Sakuragawa.